# Forsa
Die Forsa Gesellschaft für Sozialforschung und statistische Analysen mbH, kurz Forsa, ist – neben der Forschungsgruppe Wahlen, Kantar, Allensbach und Infratest dimap – eines der führenden Markt- und Meinungsforschungsinstitute Deutschlands. Sie wurde 1984 von Manfred Güllner gegründet und hat ihre Hauptniederlassung in Berlin und weitere Niederlassungen in Dortmund und Frankfurt am Main.

## Geschichte
Forsa wurde 1984 von Manfred Güllner gegründet. Im Januar 2017 wurde Thorsten Thierhoff neben Güllner neuer Geschäftsführer von Forsa. Weiterer Geschäftsführer ist seit Dezember 2021 Peter Matuschek.

## Methodik
Nach eigenen Angaben setzt Forsa unter anderem computergestützte Telefon- und persönliche Interviews ein und betreibt Online-Panels.
Mit der Vorarbeit für Online-Panel Forsa.Omninet wurde 1999 begonnen. Im Herbst 2000 konnte ein
Versuchspanel mit 100 Haushalten in Berlin starten. Im Laufe des Jahres 2001 wurde
ein bundesweites Versuchspanel mit 1.000 Haushalten aufgebaut.
Im März 2016 übernahm Forsa vom Link Institut das Link Internet Panel Frankfurt.

## Kritik

### Kontroversen um SPD-Nähe
Sowohl Forsa als auch dem Institutsleiter Güllner, selbst SPD-Mitglied, wurden angesichts verschiedener Wahlprognosen, zuletzt zur Wahl 2005 in Nordrhein-Westfalen, eine gewisse SPD-Nähe vorgeworfen. Das Forsa-Institut erwirkte gegen entsprechende Vorwürfe aus der CDU erfolgreich eine einstweilige Verfügung, doch der Eindruck blieb, dass in politischen Fragen eine partiell größere Zustimmung der Befragten zu SPD-nahen Positionen festzustellen war als bei anderen Instituten. Nach eigenen Angaben erhielt Forsa 2002 zur Bundestagswahl und 2005 zur Landtagswahl in NRW Aufträge im Wert von 40.000 Euro, ansonsten keine. Am 6. September 2002 nannte der Mainzer Professor für Publizistik Hans Mathias Kepplinger in einem Interview der Zeit Infratest, Emnid und das Institut für Demoskopie Allensbach – und nicht Forsa – als Institute, die sich aufgrund ihrer Interessenlagen nicht allzu tendenziös zeigten, wenngleich der Leiterin des Instituts für Demoskopie Allensbach, Elisabeth Noelle-Neumann, und ihrer Geschäftsführerin, Renate Köcher, eine Nähe zur Union nicht unbedingt abzusprechen sei. Dass das Allensbacher Institut mit der Universität in Mainz kooperiert (Noelle-Neumann war dort Direktorin des Instituts für Publizistik) – mithin also auch mit dem Publizistik-Professor Kepplinger –, verweise auf den fließenden Übergang von Meinungsforschung und Meinungsgestaltung.
Die Forsa in der Vergangenheit vorgeworfene SPD-Nähe hat sich nach der Bundestagswahl 2005 deutlich relativiert und ins Gegenteil umgekehrt. Bereits 2007 und mehr noch im ersten Quartal 2008 ermittelte Forsa Umfragewerte für die SPD, die durchschnittlich um ca. 5 Prozentpunkte unter den Zahlen der anderen Meinungsforschungsinstitute lagen. Daher erheben sich in jüngerer Zeit Vorwürfe gegen Forsa, nach dem Ausscheiden von Bundeskanzler Gerhard Schröder, der als Freund des Institutsleiters Güllner gilt, gegen die SPD und eine festgestellte Abkehr vom „Reformkurs“ zu demoskopieren.
Ein Beispiel hierfür ist eine Forsa-Studie aus dem Sommer 2008. Sie kam zum Ergebnis, dass 36 % der SPD-Mitglieder über einen Austritt aus der Partei nachgedacht haben. Der damalige SPD-Chef Kurt Beck kritisierte Güllner massiv und teilte mit, dass er Umfragen des Forsa-Instituts nicht kommentiere. Ein Bericht des ARD-Hauptstadtstudios über eine Umfrage zur Bundestagswahl 2013 relativierte das Forsa-Ergebnis im Januar 2013: „Generell gilt jedoch in den Augen vieler Branchenkenner: Umfragen von Forsa sind mit äußerster Vorsicht zu genießen. Sehr häufig liegen sie weit weg von dem, was die meisten anderen Meinungsforschungsinstitute messen.“
Im Dezember 2019 geriet Forsa erneut bezüglich einer Umfrage über die SPD in die Kritik. Dem Institut wurde etwa seitens des Blogs Übermedien vorgeworfen, mit der Art der Fragestellung das Ergebnis einer Umfrage in die von Forsa-Chef Güllner gewünschte Richtung zu lenken. Anlass war die Wahl der neuen Parteivorsitzenden der SPD, Saskia Esken und Norbert Walter-Borjans, woraufhin Forsa Bürger befragte, ob die SPD eher mit einem „ideologischen Linkskurs“ oder einem „pragmatisch-rationalen Mitte-Kurs“ wieder neues Vertrauen bei den Wählern gewinnen könne. Diese Wortwahl werteten Beobachter als manipulativ. Forsa entgegnete, diese Umfrage sei zwar so durchgeführt, aber nur ein „Pre-Test zur Überprüfung der Methodik“ gewesen. Eine „Sonntagsfrage“ von Forsa sah die SPD kurz nach der Wahl der neuen Vorsitzenden nur noch bei 11 Prozent und somit 3 Prozentpunkte schlechter als eine Woche zuvor. Andere Institute sahen hingegen keine Veränderungen oder sogar leichte Zugewinne für die SPD.

### Kritik und weitere Vorwürfe manipulativer Fragestellungen
2003 war der Vorwurf laut geworden, Forsa habe eine Umfrage zum Thema Studiengebühren manipuliert, die im Auftrag des der Bertelsmann-Stiftung nahestehenden Centrums für Hochschulentwicklung (CHE) erstellt worden war. Es hieß in den Ergebnissen: „Die Mehrheit der Studierenden (59 %) und die Mehrheit der Bevölkerung (67 %) äußern im November 2003, dass sie Studiengebühren befürworten würden, wenn diese den Hochschulen direkt zugute kommen und durch Darlehen finanziert werden können.“ Diese Ergebnisse wurden in einer Pressemitteilung des CHE im Dezember 2003 veröffentlicht und von einigen Zeitungen übernommen. Später wurde laut der Süddeutschen Zeitung vom CHE indirekt eingeräumt, dass die Befragten sich tatsächlich nur zwischen verschiedenen Modellen von Studiengebühren, aber nicht gänzlich hätten dagegen entscheiden können.
2007 führte Forsa eine Umfrage im Auftrag der Deutschen Bahn AG durch. Es wurde nach Vorteilen der Bahnprivatisierung gefragt, nicht aber nach Nachteilen. Die Umfrageergebnisse wurden einen Tag vor einer Anhörung im Bundestag veröffentlicht. Lobbycontrol wirft Forsa vor, damit den Eindruck erweckt zu haben, dass eine Privatisierung von der Bevölkerung gewollt sei, auch wenn sich dies nicht aus der Umfrage ergebe. Der Deutsche Rat für Public Relations bezeichnete die Fragen als manipulativ.
2015 kamen überwiegend über den Mikrobloggingdienst Twitter Vorwürfe gegen Forsa auf, da in einem Stern-Artikel laut einer Forsa-Umfrage 75 Prozent von Anhängern der Bündnisgrünen die Politik der damaligen Bundeskanzlerin Angela Merkel im Hinblick auf die griechische Staatsschuldenkrise befürworten. Auf Nachfrage nach dem exakten Wortlaut der Frage, die zu diesem Ergebnis geführt hatte, wurde genannt, dass zu entscheiden gewesen sei, „ob sich Merkel mit der Linie Hilfsprogramm gegen strenge Auflagen alles in allem richtig verhalten hat oder, ob sie Griechenland zu einem Ausstieg aus dem Euro hätte zwingen sollen“. Diese sorgte für satirische Proteste auf Twitter unter dem Stichwort #forsafragen, unter dem die Frage mit Äußerungen wie „Macht Merkel einen guten Job, oder soll dieses süße Kätzchen sterben?“ verglichen wurde.
Im Juni 2023 sprach Manfred Güllner, Gründer und Geschäftsführer von forsa, in einem Interview mit der Tageszeitung Die Welt von einer „Art grüner Diktatur“. Auf Nachfrage verstärkte er seine Aussage, indem er ausführte: „Wenn eine kleine elitäre Minderheit der oberen Bildungs- und Einkommensschichten der Gesellschaft der großen Mehrheit der Andersdenkenden ihre Werte durch Belehrungen oder Verbote aufzwingt, kann das wohl als eine Art Diktatur gewertet werden.“ Johannes Hillje ordnete dies als Normalisierung von Populismus mit Demoskopie-Siegel ein.
In einer ersten Stellungnahme zum knappen Scheitern an der 5-Prozent-Hürde beschuldigte Parteichefin Sahra Wagenknecht Forsa der Wahlmanipulation, weil mehrere Umfragen publiziert und häufig zitiert wurden, die signifikant schlechtere BSW-Zustimmungswerte zum Ergebnis hatten als bei anderen Forschungsinstituten. Die letzte Umfrage vor der Bundestagswahl 2025 würde um 66 % vom Wahlergebnis abweichen. Das sei nicht mehr mit einer Fehlertoleranz erklärbar. Für den unsubstantiierten Vorwurf der Wahlmanipulation erhielt Wagenknecht vom Landgericht Berlin II eine Einstweilige Verfügung, den Vorwurf zu wiederholen.